# Pevnost Rustak
Pevnost Rustak, původně Kalat al-Kisra, je ománské opevnění nacházející se u města Rustak, v guvernorátu Jižní al-Batína. Do dnešní podoby bylo vybudováno ve 13. století a patří k nejstarším pevnostem v zemi. Původní název Kalat al-Kisra pochází od Peršanů, kteří v 7. století ovládali území mezi Suhárem a Rustakem. Pevnost byla během své existence několikrát zrekonstruována. Po kompletní rekonstrukci zabírá pevnost plochu větší než 1 km².
Základy pevnosti položili Peršané za své vlády nad částí ománského území. Panovníci dynastie Džulanda stavěli na rozvalinách z dob předchozích perských vládců. O několik století později přestavěl pevnost Násir bin Muršíd, první vládce z dynastie Jarúba, protože přesunul hlavní město z Bahly právě do Rustaku. Během Džabalské války v 60. letech 20. století se stala Rustacká pevnost sídlem Táliba bin Alího.
Pevnost obklopují čtyři strážní věže – al-Burdž al-Ahmar (Červená věž), al-Burdž al-Hadíth, al-Burdž al-Ríh (Větrná věž) a al-Burdž Ašijatín (Ďáblova věž). Poslední dvě věže nechal vybudovat imám Saíf bin Sultán. Dovnitř lze vstoupit jednou ze čtyř bran. Uvnitř stojí mešita a nachází se tu také věznice a zbrojnice. Samotná pevnost má tři podlaží. Ve druhém podlaží je šest pokojů k obývání. Pevností protékají zavlažovací kanálky zvané faladž, které sloužily obyvatelům přítokem vody. V případě kontaminace zavlažované vody měli obyvatelé k dispozici navíc místní studnu.